# 唐勒
唐勒（？—？），戰國時代後期楚辭、賦作家，楚國人，約和宋玉、景差、楚頃襄王同時，熱衷辭賦，以賦見稱，承傳了屈原的從容辭令，但是卻沒有像屈原一樣敢於向君主直接進諫。在《漢書》中，唐勒與戰國時代的荀子、屈原、宋玉，及西漢的枚乘、司馬相如、楊雄同獲點評，是少數獲點名評述的楚國辭賦家之一，卻被批評其辭賦只注重侈麗閎衍，缺乏風諭之義。

## 傳世作品
漢代班固著《漢書·藝文志》時，在「詩賦」類的「賦」類下有著錄「《唐勒賦》四篇」。但至今已無傳世作品。有研究認為，《淮南子·覽冥》可能是在唐勒作品上改編而來，但是由於缺乏足夠的史料，只為猜想，未成定論。

## 出土文獻

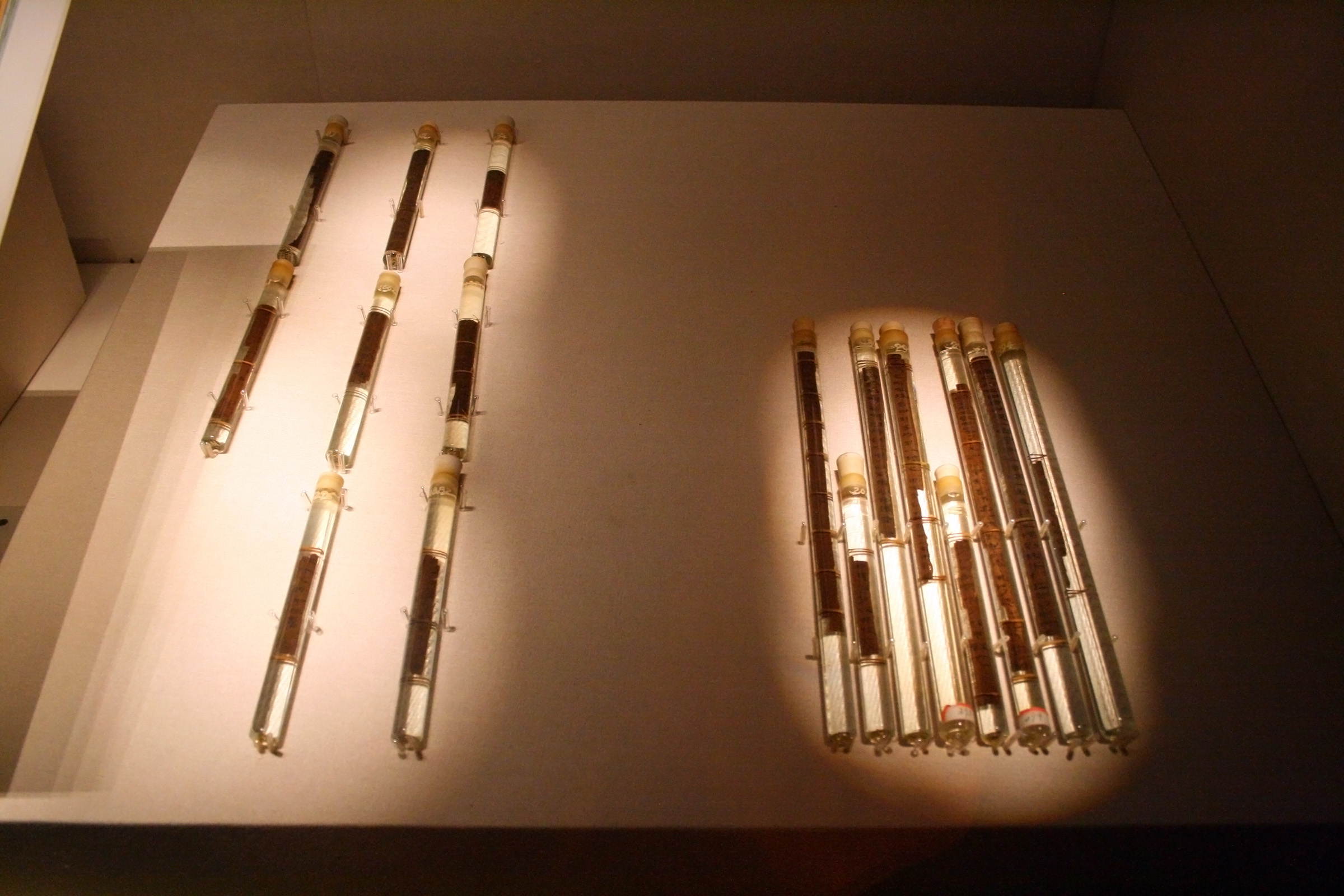
銀雀山漢墓出土竹簡

1972年出土的山東臨沂銀雀山漢墓出土竹簡中，有《唐勒》一篇，記載唐勒和宋玉在楚頃襄王面前討論御術。文獻中稱「唐勒」為「唐革」，古時兩字相通。全文十八條竹簡，其中第一條竹簡的背面記有篇名「唐革」。值得注意的是，《唐勒》並不一定是唐勒所作，整理者指出，由於《唐勒》在記載順序中，先記唐勒的言論，按照當時的行文習慣，《唐勒》更可能是宋玉或其他人的作品；而其篇名，則可能只是按照當時慣例，取整篇文字的開首語句為目，並沒有特別意思。

### 《唐勒》內容
《唐勒》的內容分為三部分。第一部分交代背景，指出唐勒和宋玉在頃襄王面前討論御術。第二部分唐勒先指出造父御術精湛，再指出當時的「今人」御術不及造父。第三部分唐勒提到王良和造父是三名曾經論議御術的人中的其中二人，但是由於內容殘缺，多片竹簡只能解讀出片言隻語，未知全文如何完結。

### 《唐勒》寫作手法
《唐勒》一文活用多種修辭手法，如形容造父御術的「聘若飛龍，絻若歸風」和「夜□夕日而入日千里」兩句分別用了對偶和誇張，而先褒揚造父御術再批評當時「今人」御術不濟的鋪排，則是用了對比。

### 其他相關研究
由於《淮南子·覽冥》與銀雀山漢墓《唐勒》行文內容近似，有研究認為，兩文存在一定關係。